# A tres hores de la veritat
A tres hores de la veritat (títol original: Three Hours to Kill) és una pel·lícula western estatunidenca de 1954 dirigida per Alfred L. Werker i protagonitzada per Dana Andrews, Donna Reed i Dianne Foster. Està doblada al català.
Va inspirar la pel·lícula de Roger Corman Gunslinger de 1956.

## Argument
Jim Guthrie torna a la ciutat tres anys després de ser acusat falsament d'assassinar Carter Mastin. Jim descobreix que el seu vell amic Ben East és ara el xèrif. En un flashback, Jim explica el seu gairebé linxament per part d'una multitud convençuda que havia disparat a Carter per l'esquena. Laurie, la germana de Carter, que tenia previst casar-se amb Jim, interromp el linxament i Jim s'escapa per poc. Encara té una cicatriu al coll del seu calvari. Ben dona a Jim tres hores per trobar el veritable assassí. A través d'enfrontaments amb diversos dels homes que havien estat ansiosos per penjar-lo, Jim és conduït a l'home culpable.

## Repartiment
- Dana Andrews com Jim Guthrie
- Donna Reed com Laurie Mastin
- Dianne Foster com Chris Palmer
- Stephen Elliott com Sheriff Ben East
- Richard Coogan com Niles Hendricks
- James Westerfield com Sam Minor
- Richard Webb com Carter Mastin
- Carolyn Jones com Polly
- Whit Bissell com Deke
- Francis McDonald com Vince